# 社交季节

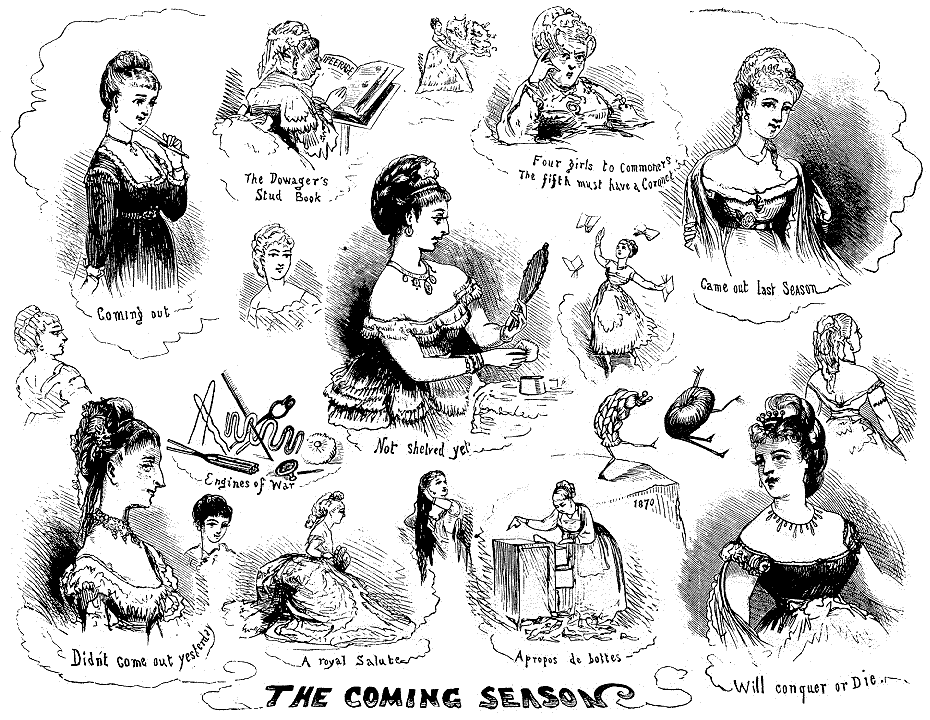
一幅1870年的漫画，讽刺即将到来的社交季节。

社交季节（The social season），指社会精英举办Debutante舞会、晚餐会、大型慈善活动的时期。这段时期里，名流会迁入城中宅邸，以参加各式活动。

## 伦敦社交季节
在17世纪、18世纪，伦敦的各种社会活动开始演变为社交季节，其传统形式在19世纪到达顶峰。在这个时期里，英国的社会精英大多是土地贵族与士绅家庭，大部分人都把乡间宅邸视为主要居所，但每年还是会留在首都几个月，进行社交、参与政治。最重要的活动一般在贵族领袖的城内大宅里举办。扮演次要角色的是大型公众场所，如奥尔马克社交俱乐部（Almack's）。社交季节期间，国会正好在开会。社交季节在圣诞节之后开始，在盛夏结束（大约是六月末）。社交季节也在英国政治生活中扮演了重要角色。几乎所有两院成员都会参加社交季节中的各种活动。上流社会达到适婚年龄的男女也会在这个时期正式向众人介绍。
传统的社交季节在一战之后消失，许多贵族家庭都卖出了在伦敦城内的大宅。越来越多活动在公众场所举办，贵族家庭没法像以往那样独占头筹。
很多在离伦敦城中心很远的地方举办的活动都被当成伦敦社交季节，如皇家雅士谷赛马与皇家亨利赛船。伊利沙伯二世在1958年废除了少女在宫廷Debutante上晋见君主的习俗。现在伦敦社交季节中的活动，大多由大型公司主持或赞助。很多活动仍然有着装要求，特别是英女皇扮演了官方角色的活动。
时至今日，英国已经没有官方的社交季节机构，但是许多传统与习俗都保留了下来。

### 活动
在伦敦社交季节，艺术方面的活动有戈林德伯恩歌剧节、逍遥音乐会、皇家学会夏季展览及西区剧院。园艺方面的活动有切尔西花卉展。马术方面的活动有皇家雅士谷赛马、切尔滕纳姆金杯赛、白明顿赛马、全英赛马、皇家温莎马展、葉森打吡大賽及古伍德赛马。皇室方面的活动有英女皇壽辰巡遊及嘉德骑士团活动。体育方面的活动有牛津剑桥赛艇对抗赛、皇家亨利赛船、马球、温布尔登网球锦标赛、考斯帆船赛及勋爵板球赛。
虽然以上活动，并不是都在伦敦举办，但是，各种活动的组织机构，如位于近卫马球俱乐部的英国马球总会，会尽量活动时间避免与其他活动时间发生冲突，所以，参加者是可以在一年里参加所有活动的。
传统上，社交季节随着8月12日开始的狩猎季节结束。名流会回到乡间，在秋季打雀、在冬季打狐狸，最后在春季回到伦敦。

### 着装要求
社交季节中，很多活动都有着装限制。在皇家雅士谷赛马上，男士必须外面穿黑色或灰色晨礼服，里面穿马甲，头戴高礼帽。在进入餐厅、包厢、俱乐部及露台后，必须除帽。在进入对外开放的休息区后，也必须除帽。女士不得露出腹部与肩部，与男士一样，必须戴帽。在皇家亨利赛船上，神托会观众区（Stewards' Enclosure）规定男士穿着西装外套，系领带。观众区鼓励观众穿着染有某一队伍的颜色的西装外套与平顶帽（Boater）。女士的裙子必须及膝，在进入观众区前由工作人员检查。观众区也鼓励女士戴帽。曾经有学生批评神托会观众区的着装要求，还说她在皇家雅士谷赛马上就是这么穿，都没有人提出意见。神托会观众区的发言人则回应道，这样做的目的是保持爱德华时期英国花园派对的气氛。观众必须一直展示出珐琅徽章。在马球比赛上，男士必须穿着西装外套与白色西裤。女士必须穿着平底鞋，以免高跟鞋“践踏草地”。位于大温莎公园的著名俱乐部近卫马球俱乐部只对会员开放，会员必须戴由金或珐琅制成的徽章。会员的访客会得到特制黄金浮雕标签。

## 大众文化
- 伦敦社交季节在简·奥斯丁的小说理智与情感中出现过。
- 20世纪20年代的伦敦社交季节在E·F·本森的小说露西娅在伦敦中出现过。
- 纽约社交季节在伊迪丝·华顿的小说纯真年代中出现过。
- 1968年的伦敦社交季节在朱利安·菲洛斯的小说Past Imperfect中出现过。
- 伦敦社交季节在2003年的美国电影What a Girl Wants中出现过。
- 伦敦社交季节在莎拉·麦克莱恩的小说社交季节中出现过。
- 伦敦社交季节在喜剧理想丈夫中出现过。
- 伦敦社交季节在2010年开始播放的英国剧集唐顿庄园中出现过。

## 注脚
1. ↑  刚刚成年的少女会在会上正式介绍给众人。
2. ↑  The Social Character of the Estate: The London Season in 1841, Survey of London: volume 39: The Grosvenor Estate in Mayfair, Part 1 (General History) (1977), pp. 89-93.
3. ↑  . Royal Ascot.   [2010-09-23]. （原始内容存档于2010-09-16）.
4. ↑  Bergin, Olivia. . The Daily Telegraph (London). 2009-07-01  [2010-05-23]. （原始内容存档于2010-06-16）.
5. ↑  Wardrop, Murray. . The Daily Telegraph (London). July 2, 2009  [May 23, 2010]. （原始内容存档于2012-11-12）.